# Orthogonis liturifera
Orthogonis liturifera là một loài ruồi trong họ Asilidae. Orthogonis liturifera được Walker miêu tả năm 1861.